# 1905 ve fotografii

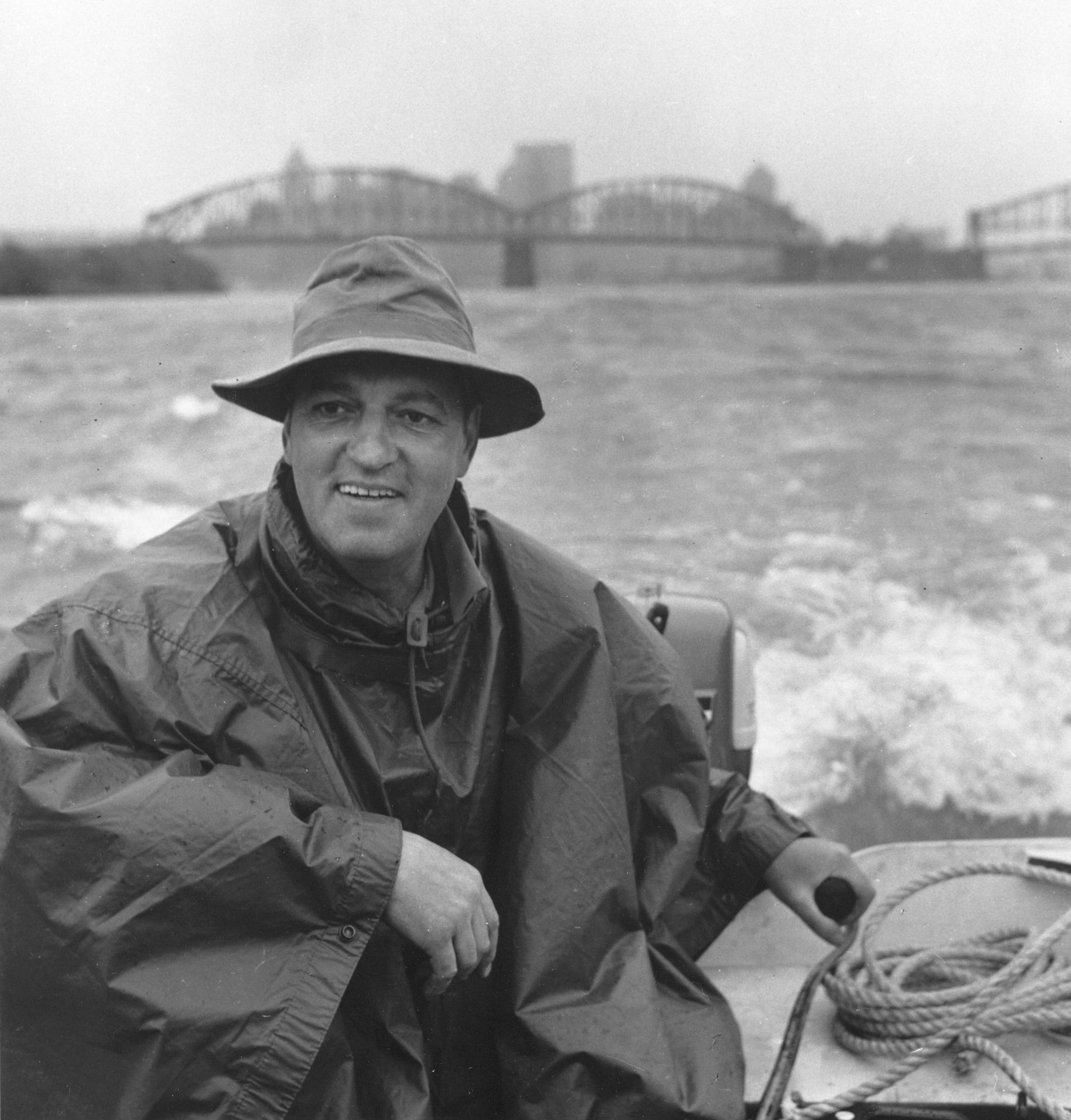
Todd Webb se v roce 1905 narodil

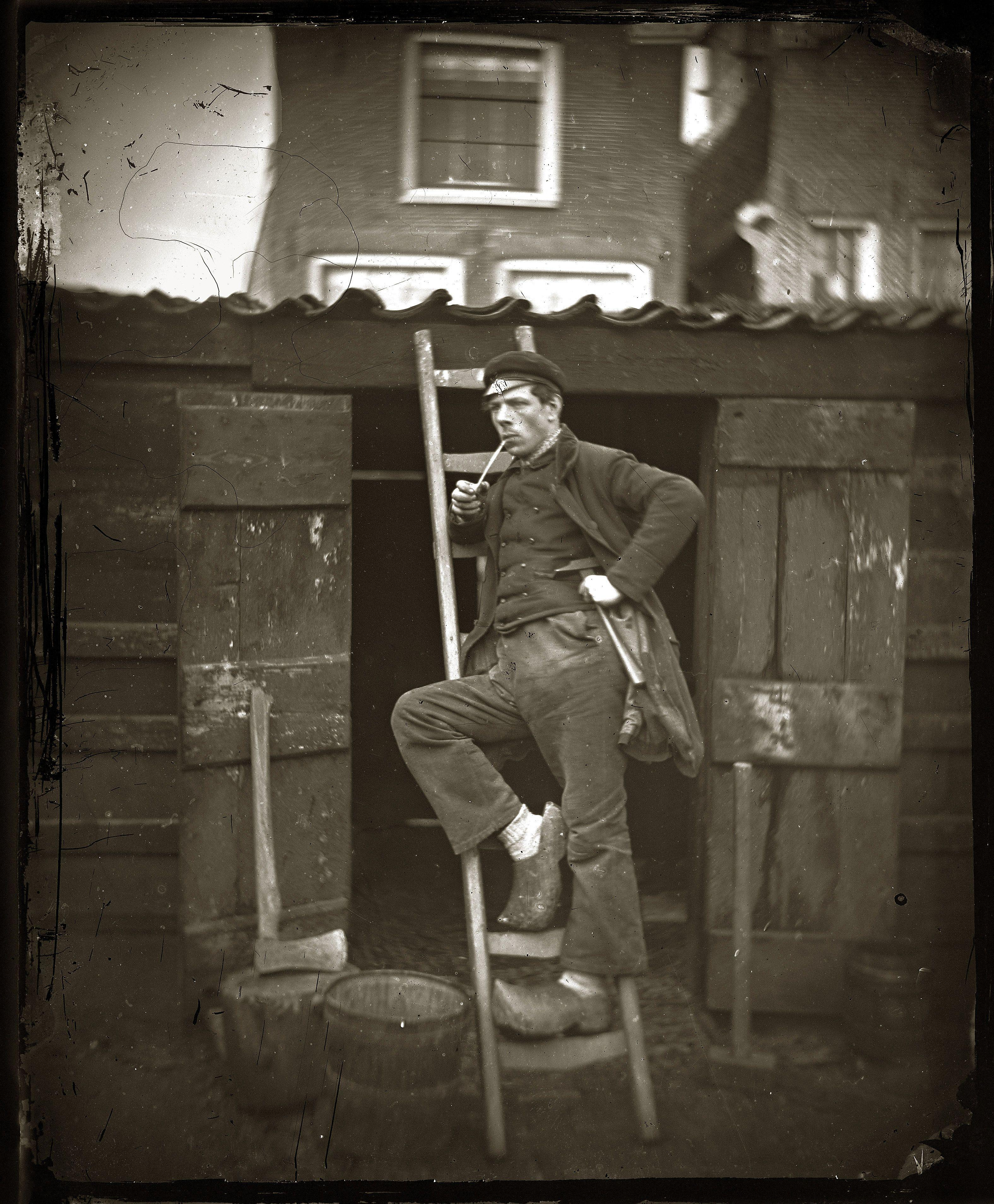
Jacob Olie v roce 1905 zemřel

Tento článek obsahuje významné fotografické události v roce 1905.

## Narození v roce 1905
- 2. ledna – Sophie Vlaanderen, nizozemská fotografka působící ve dvojici Dames Vlaanderen v Alkmaaru († 22. září 1995)
- 12. února – Frank Noel, americký fotograf a vítěz Pulitzerovy ceny za fotografii[1] († 29. listopadu 1966[2])
- 28. března – Dorothy Normanová, americká fotografka, spisovatelka, redaktorka, mecenáška umění a obhájkyně sociálních změn, partnerka Alfreda Stieglitze († 12. dubna 1997)
- 7. dubna – Ze'ev Aleksandrowicz, izraelský fotograf narozený v Polsku († 5. ledna 1992)
- 9. srpna – Gösta Lundquist, švédský fotograf a vydavatel († 18. července 1952)
- 18. srpna – Charles Clyde Ebbets, americký fotograf († 14. července 1978)
- 3. září – Zdeněk Rossmann, český modernistický architekt, scénograf, fotograf, designér a pedagog († 8. listopadu 1984)
- 14. října – Ruth Bernhard, americká fotografka narozená v Německu († 18. prosince 2006)
- 23. října – Eino Heinonen, finský fotograf, specialista na reklamy a život v Helsinkách († 10. ledna 1986)
- 4. listopadu – Arne Wahlberg, švédský fotograf († 27. května 1987)
- 13. listopadu – Roger Parry, francouzský fotograf († 4. května 1977)
- 7. prosince – Frank Filan, americký fotograf a vítěz Pulitzerovy ceny († 23. července 1952)
- ? – Sergej Alexandrovič Morozov, ruský umělecký kritik, historik a teoretik fotografie, novinář, redaktor, spisovatel, fotograf, autor teoretických a biografických knih, včetně knihy Kreativní fotografie († 1983)
- ? – Noboru Ueki, japonský fotograf († 1992)
- ? – Joaquín del Palacio, fotograf († ?)
- ? – Eric Schaal, fotograf († ?)
- ? – Todd Webb, americký fotograf († 2000)
- ? – Taikiči Irie, japonský fotograf († ?)
- ? – Jukio Tabuči, japonský fotograf († ?)
- ? – Éli Lotar, fotograf († ?)
- ? – Edmond Dauchot, fotograf († ?)
- ? – Kattina Both, německá fotografka († 1985)
- ? – Ruth Robertson, americká fotoreportérka a objevitelka, která dosáhla mnoha "prvenství" mezi fotografkami. Vrcholem její úspěšné kariéry byla výprava k úpatí venezuelských Andělských vodopádů v roce 1949, která prokázala, že se jedná o nejvyšší vodopád na světě. (24. května 1905 – 17. února 1998)
- ? – Elen Loftesnesová, norská fotografka portrétů i krajin, provozovala fotografické studio a obchod v Sogndalu v letech 1930–1962 (9. ledna 1905 – 2. prosince 1979)

## Úmrtí v roce 1905
- 1. února – Jens Petersen, dánský profesionální fotograf a průkopník (* 19. března 1829)
- 28. února – Jindřich Eckert, významný český fotograf (* 22. dubna 1833)
- 14. března – Hendrik Veen, nizozemský fotograf aktivní v Nizozemské východní Indii (* 6. října 1823)
- červenec – Herzekiah Andrew Shanu, nigerijský fotograf uznávaný za svou účast v kampani proti zneužívání ve svobodném státě Kongo (* 1858)
- 8. srpna – Jan Mulač, portrétní fotograf (* 14. května 1845)
- 10. září – Séraphin-Médéric Mieusement, francouzský fotograf a fotograf architektury (* 12. března 1840)
- 10. září – Isidore van Kinsbergen, nizozemský fotograf, herec a malíř (* 3. září 1821)
- 17. září – Marcel Rol, francouzský sportovní a novinářský fotograf (* 26. listopadu 1876)
- 2. října – Alexander Seik, český fotograf, starosta Tábora (* 6. září 1824)
- 16. října – Jan Goedeljee, nizozemský fotograf (* 24. srpna 1824)
- říjen – John Thomas, velšský fotograf (* 1838)
- 19. listopadu – Kate Pragnellová, britská portrétní fotografka průkopnice a majitelka firmy (* 24. února 1853)
- 10. prosince – Rudolf Krziwanek, rakouský dvorní fotograf a vynálezce působící ve Vídni (* 26. prosince 1843)
- 22. prosince – Louis-Prudent Vallée, kanadský fotograf (*  (6. listopadu 1837)
- ? – Axel Leverin, švédský portrétní fotograf působící v Norsku (* 1859)
- ? – Mathias Hansen, švédský dvorní fotograf (* 1823)
- ? – Tancrède Dumas, italský fotograf (* 1830)
- ? – Joaquim Augusto de Sousa, portugalský fotograf (* 1853)
- ? – Jacob Olie, nizozemský fotograf (* 1834)
- ? – Antonio Beato, italský fotograf (* 1825)
- ? – Petros Moraites, řecký fotograf (* 1832)
- ? – Jonathan Adagogo Green, nigerijský fotograf (* 1873)
- ? – Lipót Strelisky, maďarský fotograf (* 1816)
- ? – Léon-Eugène Méhédin, francouzský fotograf (* ?)
- ? – Bartoloměj Čurn, český malíř a fotograf působící především v jižních Čechách, v 60. letech 19. století se přestěhovali do Českých Budějovic, kde provozoval několik ateliérů (* 14. srpna 1824 – 17. února 1905)